# Beňuš
Beňuš és un poble i municipi d'Eslovàquia que es troba a la regió de Banská Bystrica. La primera menció escrita de la vila es remunta al 1380.

## Demografia
| Godina             | 1994 | 2004   | 2014   | 2024   |
| ------------------ | ---- | ------ | ------ | ------ |
| Nombre de persones | 1186 | 1194   | 1170   | 1145   |
| Diferència         |      | +0,67% | −2,01% | −2,13% |

| Godina             | 2023 | 2024   |
| ------------------ | ---- | ------ |
| Nombre de persones | 1148 | 1145   |
| Diferència         |      | −0,26% |